# La Bonne Épouse (film)
Pour l’article homonyme, voir La Bonne Épouse.
Pour plus de détails, voir Fiche technique et Distribution.
La Bonne Épouse est un film français réalisé par Martin Provost, sorti en 2020.

## Synopsis
1967, à Bœrsch en Alsace, Paulette Van Der Beck (Juliette Binoche) dirige avec ardeur son école ménagère. Elle est secondée par Marie-Thérèse (Noémie Lvovsky), religieuse, ancienne résistante et adoratrice du général de Gaulle, et par Gilberte (Yolande Moreau), sa belle-sœur, professeure de cuisine et fan d'Adamo. Elles préparent leurs élèves à être des « bonnes épouses », c'est-à-dire des femmes au foyer soumises à leurs futurs maris.
Lorsque Robert (François Berléand), époux de Paulette et frère de Gilberte, meurt subitement en dégustant un lapin chasseur, Paulette est contrainte de se plonger dans les comptes de l'école, jusqu'alors chasse gardée de l'homme de la famille. Elle découvre que l'école est au bord de la faillite, notamment parce que Robert s'était mis à jouer. Aidée d'André Grunvald (Édouard Baer), son banquier et amour de jeunesse, elle s'efforce de redresser l'affaire.
André, toujours amoureux de Paulette, lui fait une cour empressée, et ils entament une relation. Une des élèves de l'école apprend qu'elle doit être mariée à un homme ayant l'âge d'être son père, et elle fait une tentative de suicide, ce qui bouleverse Paulette et l'amène à remettre en cause sa vision du monde.
L'école est sélectionnée pour participer au Salon des arts ménagers à Paris, une occasion unique pour les élèves de voyager. Élèves et professeures partent en car pour Paris, mais elles doivent interrompre leur voyage. En raison des évènements de Mai 68, il n'y a plus d'essence et les routes sont bloquées. Toutes les passagères descendent du car et poursuivent leur voyage à pied, en reprenant des slogans féministes.

## Fiche technique
- Titre français : La Bonne Épouse
- Réalisation : Martin Provost
- Scénario : Martin Provost et Séverine Werba
- Musique : Grégoire Hetzel
- Photographie : Guillaume Schiffman
- Pays d'origine : France, Belgique
- Genre : comédie
- Société de production : Les Films du Kiosque, en partenariat avec 7 SOFICA
- Lieux de tournage : La Bresse (vallée du Chajoux, Vosges), crêtes des Vosges[1], Muhlbach-sur-Munster, Metzeral, Bergheim, Hunawihr, Hérouville-en-Vexin, Frouville, Nesles la Vallée, Valdmondois, Auvers-sur-Oise, Dagny et Chaumes-en-Brie.
- Dates de sortie :
  - France : 15 janvier 2020 (Antony)[2] ; 11 mars 2020 (sortie nationale) ; 22 juin 2020 (nouvelle sortie à la suite de la pandémie de Covid-19)
  - Suisse romande : 4 mars 2020
  - Belgique : 11 mars 2020
  - Québec : 21 août 2020

## Distribution
- Juliette Binoche : Paulette Van der Beck
- Yolande Moreau : Gilberte Van der Beck
- Noémie Lvovsky : Marie-Thérèse
- Édouard Baer : André Grunvald
- François Berléand : Robert Van der Beck
- Marie Zabukovec : Annie Fuchs
- Anamaria Vartolomei : Albane des Deux-Ponts
- Lily Taieb : Yvette Ziegler
- Pauline Briand : Corinne Schwartz
- Armelle : Christiane Rougemont
- Marie Cornillon : Marie-Jo Lorentz
- Élise Girard : élève du pensionnat
- Julien Sibre : L'assistant « bonjour madame »
- Stéphane Bissot : Raymonde

## Accueil

### Critiques positives
- Le site Allociné recense 28 critiques presse, pour une moyenne de 3,4⁄5[3].
- Pour le quotidien Le Figaro, La Bonne Épouse est une comédie intelligente et percutante : « Le film remue des choses de la vie qui sont de tous les temps, les rêves et les révoltes de la jeunesse, l'ennui, l'envie de se libérer des carcans quotidiens, la passion amoureuse qui troublera toujours l'ordre établi »[4].
- Le magazine de cinéma Bande à part qualifie le film de « comédie hybride énergisante, dont la fantaisie apparente cache la noirceur en profondeur »[5].

### Critiques négatives
Pour rappeler l’histoire de l’émancipation des femmes, Martin Provost fait le choix de la comédie (poussée à la caricature), et de l’esthétique compassée du cinéma de papa. Le jeu des acteurs marche à l’unisson de ces partis pris, marqués par l’outrance, jusqu’à la dernière séquence (musicale) du film. Un sommet de ridicule. V. Cau. (Le Monde)

## Distinctions

### Récompense
- César 2021 : Meilleurs costumes pour Madeline Fontaine

### Nominations
- César 2021 :
  - Meilleure actrice dans un second rôle pour Noémie Lvovsky
  - Meilleure actrice dans un second rôle pour Yolande Moreau
  - Meilleur acteur dans un second rôle pour Édouard Baer
  - Meilleurs décors pour Thierry François[6]